# Aaron Brewer
Aaron Brewer (* 5. Juli 1990 in Orange, Kalifornien) ist ein US-amerikanischer Footballspieler auf der Position des Long Snappers. Er spielt derzeit für die Arizona Cardinals in der National Football League (NFL).

## Frühe Jahre
Brewer ging auf die Highschool in Fullerton, Kalifornien. Später besuchte er die San Diego State University.

## NFL

### Denver Broncos
Nachdem Brewer im NFL Draft 2012 nicht berücksichtigt worden war, unterschrieb er einen Vertrag bei den Denver Broncos. Bereits in seiner ersten Saison absolvierte er alle 16 Spiele auf seiner Position. Am 8. Dezember 2013 war er der Long Snapper für das bisher längste jemals geschossene Field Goal der NFL von Matt Prater (64 Yards). Am 7. Februar 2016 gewann Brewer mit den Broncos den Super Bowl 50 gegen die Carolina Panthers. Am 8. März 2016 wurde Brewer von den Broncos entlassen.

### Chicago Bears
Am 16. März 2016 unterschrieb Brewer einen Einjahresvertrag bei den Chicago Bears. Am 5. September 2016 wurde er entlassen.

### Arizona Cardinals
Am 28. September 2016 wurde Brewer von den Arizona Cardinals unter Vertrag genommen.